# Вовчанські Хутори
Вовчанські Хутори́ — село в Україні, у Вовчанській міській громаді Чугуївського району Харківської області. Населення становить 0 осіб. До 2020 орган місцевого самоврядування — Вовчансько-Хутірська сільська рада. Село газифіковане. 

## Географія
Село Вовчанські Хутори знаходиться в основному на лівому березі річки Вовча, є міст. Вище за течією примикає село Покаляне, нижче за течією — примикає м. Вовчанськ, на протилежному березі знаходиться селище Тихе.

## Історія
Село засноване в 1600 році. [джерело?]
За даними на 1864 рік на казеному хуторі Вовчанської волості Вовчанського повіту мешкало 1210 осіб (613 чоловічої статі та 597 — жіночої), налічувалось 196 дворових господарств.
Станом на 1914 рік кількість мешканців села зросла до 3385 осіб.
Під час організованого радянською владою Голодомору 1932—1933 років померло щонайменше 479 жителів села.
12 червня 2020 року, відповідно до Розпорядження Кабінету Міністрів України  № 725-р «Про визначення адміністративних центрів та затвердження територій територіальних громад Харківської області», увійшло до складу Вовчанської міської громади.
19 липня 2020 року, в результаті адміністративно-територіальної реформи та ліквідації Вовчанського району, село увійшло до складу Чугуївського району.
23 березня 2024 року Збройні сили РФ нанисли удар по селу, в результаті якого загинув чоловік 1951 року народження.
11 травня 2024 року о 15:45 через російські обстріли загорівся приватний будинок.

## Населення
Згідно з переписом УРСР 1989 року чисельність наявного населення села становила 1559 осіб, з яких 751 чоловік та 808 жінок.
За переписом населення України 2001 року в селі мешкало 1340 осіб.

### Мова
Розподіл населення за рідною мовою за даними перепису 2001 року:
| Мова       | Відсоток |
| ---------- | -------- |
| українська | 93,49 %  |
| російська  | 6,43 %   |
| польська   | 0,07 %   |

## Відомі люди села
- Калашник Марія Іванівна — завідувач молочнотоварної ферми колгоспу «Комуніст» Вовчанського району Харківської області. Депутат Верховної Ради СРСР 7-го скликання.
- Максименко Єгор Олексійович — український композитор, організатор народного ансамблю «Вишенька».

## Пам'ятки
- В 1911—1912 роках побудовано земське народне училище, яке збереглося до наших днів.
- Біля села знайдена неолітична стоянка, на південь від села — 15 курганів, за 3 км на південний схід, на берегах річки Вовча — 11 курганів. Висота 0,6-3 м. На північ від села, за 1у км, розкопаний курган «Орлова могила». Знахідки: стремена, спис, підкови.